# سام بوكيما
سام بوكيما (بالإنجليزية: Sam Beukema)‏ (مواليد 17 نوفمبر 1998) هو لاعب كرة قدم هولندي محترف يلعب في مركز الظهير في إي زد ألكمار.